# Oggetti mitologici
Gli oggetti mitologici comprendono una notevole varietà di articoli (armi, armature, abbigliamento) ritrovati nella mitologia, nelle leggende, nei racconti, nelle favole, nella religione, e nella spiritualità da ogni angolo del mondo. Questa lista è suddivisa in base alla categoria dell'oggetto.

## Abbigliamento

### Armature

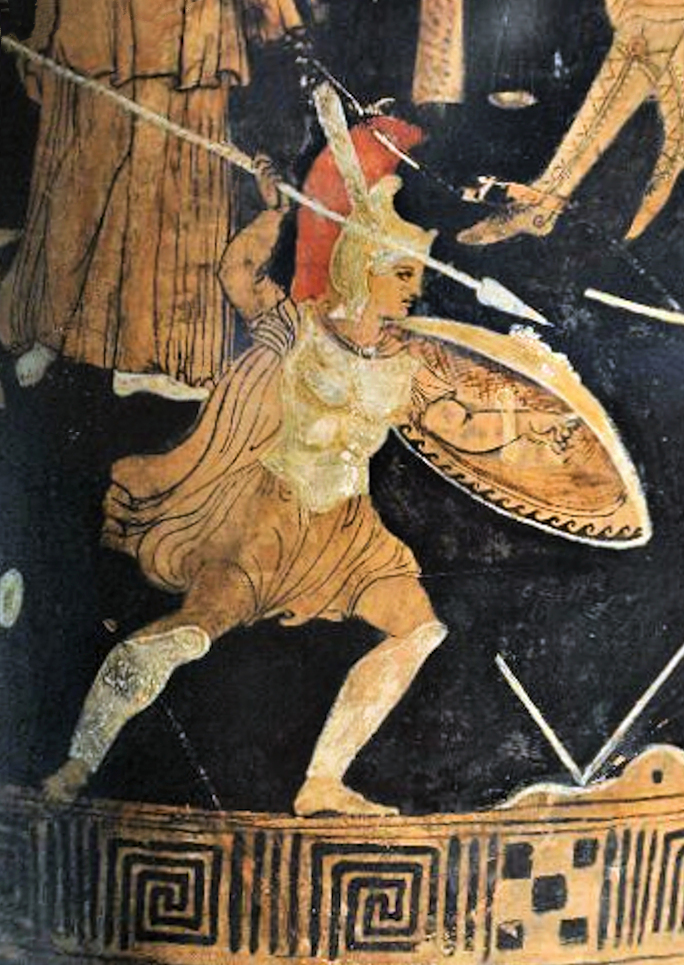
Achille con la sua armatura

- Armatura di Achille, forgiata da Efesto, si dice che sia impenetrabile.[1] (Mitologia greca)
- Armatura di Beowulf, una cotta di maglia creata da Weland il fabbro.[2] (Mitologia anglosassone)
- Babr-e Bayan, nome di un'armatura indossata da Rostam durante la guerra, viene citato nel poema persiano Shahnameh.[3] (Mitologia persiana)
- Cotta di maglia dorata, fa parte del tesoro di Fafnir che Sigurd prese dopo aver ucciso il drago.[4] (Mitologia norrena)
- Armatura verde, quando viene indossata protegge da eventuali ferite.[5] (Leggenda arturiana)
- Kavacha, armatura di Karna concessa da suo padre Sūrya alla nascita. Era impenetrabile anche per le armi divine.[6] (Mitologia hindu)

### Copricapi
- Elmo di Rostam, in cui è impressa la testa del gigante bianco Div-e-Sepid, dal poema persiano Shahnameh.[7][8] (Mitologia persiana)
- Elmo di Awe (conosciuto anche come Elmo del Terrore o Ægishjálmr), un oggetto islandese chiamato Elmo del Terrore viene citato come un oggetto che Sigurd prende dal tesoro del drago Fafnir dopo averlo ucciso nella saga di Völsunga.[9] (Mitologia norrena)
- Tarnhelm, un elmo magico che dà la possibilità di cambiare forma o diventare invisibile. Utilizzato da Alberich in L'anello del Nibelungo.[10] (Mitologia germanica)
- Goswhit, elmo di Re Artù, ereditato dal padre Uther Pendragon.[11] (Leggenda arturiana)
- Huliðshjálmr, un elmo nascosto dei nani.[12] (Mitologia norrena)
- Velo di Iside, una metafora in cui la natura si personifica come la dea Iside coperta da un velo, esso rappresenta l'inaccessibilità dei segreti della natura.[13] (Esoterismo occidentale)
- Fascia magica di Sun Wukong, Guanyin dà a Xuanzang un regalo da Buddha. Quando Sun Wukong indossò la fascia magica, non poté mai più rimuoverla. Con un canto specifico, la fascia si stringe sempre di più provocando un dolore insopportabile.[14] (Mitologia cinese)
- Piatto (sara) di Kappa, per uccidere un kappa bisognava far fuoriuscire l'acqua dal suo sara da sopra la testa. Il sara sulla sua testa essendo pieno d'acqua dà la fonte del suo potere.[15] (Mitologia giapponese)
- Corona di spine, una corona fatta di spine posta sulla testa di Gesù durante gli eventi che portarono alla sua crocifissione.[16] (Mitologia cristiana)
- Velo della Veronica, venne usato per asciugare il sudore dalla fronte di Gesù mentre portava con sé la croce.[17] (Mitologia cristiana)
- Corona ferrea, si pensa sia composta dai chiodi che reggevano Cristo crocifisso.[18] (Mitologia cristiana)
- Kunée, (conosciuta anche come Elmo di Ade o Elmo dell'oscurità) è un copricapo magico in grado di rendere invisibile chiunque lo indossi. Secondo il mito, l'elmo venne fabbricato dai ciclopi con pelle di kúon e dato in dono ad Ade.[19] (Mitologia greca)
- Diadema di Arianna, un diadema datole dal marito Dioniso forgiato da Efesto come regalo di nozze.[20] (Mitologia greca)

### Scudi
- Scudo di El Cid, dal poema Carmen Campidoctoris, è impressa l'immagine di un drago dorato che splende. (Letteratura latina)[21]
- Svalinn, uno scudo che sta davanti al sole e protegge la terra dal fuoco. (Mitologia norrena)
- Dubán, lo scudo nero di Cú Chulainn. (Mitologia irlandese)
- Pridwen (conosciuto anche come Wynebgwrthucher), lo scudo di Re Artù. (Leggenda arturiana)
- Scudo di Giuseppe di Arimatea, Seconda la leggenda nel poema Perlesvaus, venne trasportato fino al castello di Artù, lì Sir Parsifal quando lo trovò lo utilizzò per sconfiggere il Cavaliere del Drago. (Leggenda arturiana)
- Scudo di Giuda Maccabeo, uno scudo rosso avente come emblema un'aquila dorata. Lo stesso scudo fu in seguito utilizzato da Gawain dopo aver sconfitto il cavaliere malvagio. (Leggenda arturiana)
- Scudo di Evalach, uno scudo bianco appartenuto a Re Evalach. Giuseppe di Arimatea dipinse su di esso una croce rossa con il suo stesso sangue, che garantì al proprietario una protezione divina. Successivamente passò alle mani di Sir Galahad. (Leggenda arturiana)
- Egida, scudo di Zeus spesso prestato a sua figlia Atena, venne anche usato da Perseo. (Mitologia greca)
- Scudo di Aiace, uno scudo fatto interamente di pelle di mucca con uno strato di bronzo. (Mitologia greca)
- Ancilia, lo scudo del dio romano Marte. Lo scudo divino cadde dal cielo durante il regno di Numa Pompilio. Ordinò quest'ultimo di fabbricare undici copie per confondere eventuali ladri. (Mitologia romana)

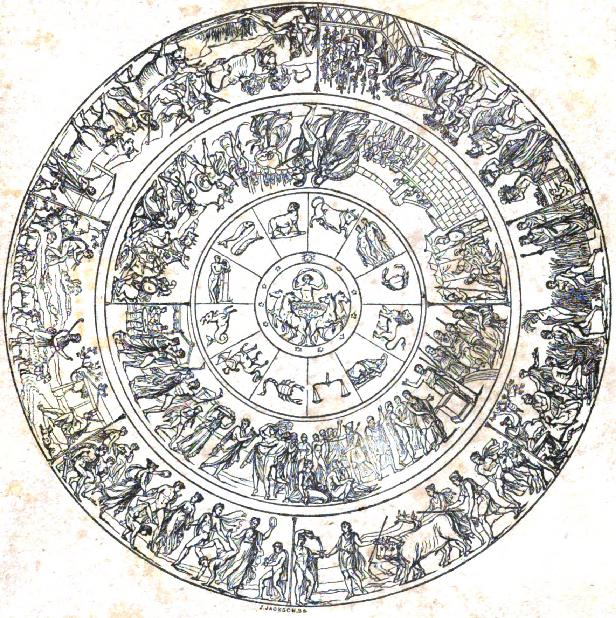
Lo scudo di Achille (illustrazione)

- Scudo di Achille, scudo che Achille utilizzò nello scontro con Ettore. (Mitologia greca)
- Jaivardhan, scudo appartenuto a Visnù e successivamente a Siva. (Mitologia hindu)
- Khetaka, scudo di Samba. (Mitologia hindu)
- Shrivatsa, scudo di Visnù, simbolo riferito dagli indù, la quale si dice che si sia manifestato nel petto del dio. (Mitologia hindu)

### Guanti
- Járngreipr, un paio di guanti di ferro del dio Thor. (Mitologia norrena)

## Armi
- Ankusha, un pungolo di elefante, fa parte di una collezione composta da otto oggetti conosciuti come Astamangala. (Mitologia hindu)
- Ayudhapurusha, rappresentazione antropomorfa di un'arma divina nella mitologia orientale. (Mitologia hindu)
- Bajiaoshan, un ventaglio gigante costituito da foglie di banano con proprietà magiche, inoltre può creare dei vortici altrettanto grandi. Venne utilizzato dal principe Ginkaku. (Mitologia cinese)
- Halayudha, un aratro usato come arma da Balarama. (Mitologia hindu)
- Imhullu, Un'arma descritta nell'antica epopea, utilizzata dal dio assiro Marduk per distruggere Tiamat. (Mitologia mesopotamica)
- Mjöllnir, il martello da guerra del dio Thor. (Mitologia norrena)
- Pasha, una potentissima arma raffigurata nell'iconografia indiana. Alcune divinità hindù come Ganesha, Yama e Varuna sono raffigurate con il pasha tra le loro mani. Esso ha lo scopo di legare le braccia e le gambe dell'avversario o per cacciare gli animali. (Mitologia hindù)
- Bacchetta magica, trovata nelle mani di fate potenti. (Leggenda medievale)
- Gandiva, l'arco magico di Arjuna. (Mitologia hindu)

### Spade
- Chrysaor, la spada dorata di Sir Artegal, nel poema La regina delle fate. (Falsa credenza rinascimentale)
- Mmaagha Kamalu, una spada appartenuta al dio della guerra Kamalu. Questa spada emana una luce rossa, quando le persone con intenzioni malvagie si avvicinano e può causare tremori quando viene percossa a terra. (Mitologia igbo)
- Thuận Thiên, la spada mistica del re vietnamita Lê Lợi, che liberò il Vietnam dagli invasori cinesi di Ming dopo una lunga guerra durata dieci anni. (Mitologia vietnamita)
- Kalevanmiekka, la spada di Kaleva. (Mitologia finlandese)
- Spada di Laban, Dopo aver rischiato di essere ucciso da un labano potente e malvagio, il giovane profeta Nephi lo trovò successivamente ubriaco e incosciente. Ricevette l'ordine da Dio di usare la sua spada per ucciderlo mentre dormiva poiché la sua malvagità avrebbe messo in pericolo le generazioni future. Gli elementi costituienti della spada erano: acciaio prezioso per la lama mentre per il manico era ricoperto interamente d'oro puro.[22] (Religione mormonista)
- Spada della Vittoria, La storia della spada si è mischiata tra mito e leggenda. Nel 1784, Chao Phraya Apai Pubet di Cambogia ricevette la lama da un pescatore locale, ritrovata nel Tonle Sap quando rimase intrappolato nella sua rete da pesca. Lo diede al re Phutthayotfa Chulalok della Thailandia, sovrano del periodo. Secondo la leggenda, si narra che nel momento in cui la lama arrivò a Bangkok, sette fulmini colpirono la città contemporaneamente, inclusa la porta della città, dove entrò la lama e oltre il cancello principale del Grande Palazzo Reale. (Folclore tailandese)

### Lance
- Del Chliss, nel Ciclo dell'Ulster della mitologia irlandese  è una lancia dell'eroe Cú Chulainn, ma che in principio era appartenuta al dio Nechtan. Venne usata dall'eroe dell'Ulster per uccidere i tre figli di Nechtan Scéne[23]. (Mitologia irlandese)